# 卡塞莱托里内塞
卡塞莱托里内塞（意大利语：Caselle Torinese），是意大利北部皮埃蒙特大区都灵省的一个市镇。总面积28.7平方公里，总人口18577，人口密度647.3人/平方公里（2010年12月31日）。